# Steven Pinto Borges
Steven Pinto Borges (* 26. März 1986 in Vitry-sur-Seine) ist ein französischer-portugiesischer ehemaliger Fußballspieler.

## Karriere
Pinto Borges begann seine Karriere bei EA Guingamp, wo er ab 2005 im Kader der ersten Mannschaft stand. Bereits in seiner ersten Saison kam er auf elf Einsätze in der Zweitligamannschaft. In den folgenden beiden Spielzeiten lief er noch häufiger auf und avancierte in der Saison 2007/08 mit 27 absolvierten Partien zum Stammspieler. Obwohl er am Saisonende 2008/09 mit dem Gewinn des französischen Pokals den ersten Titel seiner Laufbahn feiern konnte, wobei er im Finale allerdings nicht eingesetzt wurde, bedeutete dieses Jahr für ihn einen großen Rückschritt, da er seinen Stammplatz im Team wieder einbüßte und im Wesentlichen für die Reservemannschaft auflief. Folgerichtig verließ er im selben Jahr den Verein und unterschrieb beim Ligakonkurrenten Clermont Foot. Dort spielte er zwar regelmäßig, erreichte aber dennoch keinen Stammplatz. Daher verlängerte er 2011 seinen Vertrag nicht und war vereinslos, bis er zur Winterpause 2011/12 zum Drittligaaufsteiger AS Cherbourg. Zuerst wurde er dort von Verletzungen zurückgeworfen und kam daher in seinem ersten halben Jahr auf lediglich vier Einsätze, konnte sich dann jedoch im Team etablieren. 2013 musste er jedoch den Abstieg hinnehmen und wechselte daraufhin zum in der Drittklassigkeit verbliebenen Klub USJA Carquefou.